# Taylor Energy Co
 (septembre 2024).
La mise en forme du texte ne suit pas les recommandations de Wikipédia : il faut le « wikifier ».
Les points d'amélioration suivants sont les cas les plus fréquents. Le détail des points à revoir est peut-être précisé sur la page de discussion.
- Les titres sont pré-formatés par le logiciel. Ils ne sont ni en capitales, ni en gras.
- Le texte ne doit pas être écrit en capitales (les noms de famille non plus), ni en gras, ni en italique, ni en « petit »…
- Le gras n'est utilisé que pour surligner le titre de l'article dans l'introduction, une seule fois.
- L'italique est rarement utilisé : mots en langue étrangère, titres d'œuvres, noms de bateaux, etc.
- Les citations ne sont pas en italique mais en corps de texte normal. Elles sont entourées par des guillemets français : « et ».
- Les listes à puces sont à éviter, des paragraphes rédigés étant largement préférés. Les tableaux sont à réserver à la présentation de données structurées (résultats, etc.).
- Les appels de note de bas de page (petits chiffres en exposant, introduits par l'outil «  Source ») sont à placer entre la fin de phrase et le point final[comme ça].
- Les liens internes (vers d'autres articles de Wikipédia) sont à choisir avec parcimonie. Créez des liens vers des articles approfondissant le sujet. Les termes génériques sans rapport avec le sujet sont à éviter, ainsi que les répétitions de liens vers un même terme.
- Les liens externes sont à placer uniquement dans une section « Liens externes », à la fin de l'article. Ces liens sont à choisir avec parcimonie suivant les règles définies. Si un lien sert de source à l'article, son insertion dans le texte est à faire par les notes de bas de page.
- La présentation des références doit suivre les conventions bibliographiques. Il est recommandé d'utiliser les modèles {{Ouvrage}}, {{Chapitre}}, {{Article}}, {{Lien web}} et/ou {{Bibliographie}}. Le mode d'édition visuel peut mettre en forme automatiquement les références.
- Insérer une infobox (cadre d'informations à droite) n'est pas obligatoire pour parachever la mise en page.

Pour une aide détaillée, merci de consulter Aide:Wikification.
Si vous pensez que ces points ont été résolus, vous pouvez retirer ce bandeau et améliorer la mise en forme d'un autre article.
Taylor Energy est une compagnie pétrolière américaine. Elle est basée à La Nouvelle Orléans depuis sa création le 20 juin 1979, par Patrick Taylor. Elle est spécialisée dans le forage pétrolier dans le golfe du Mexique, et bien que la compagnie soit un relativement petit producteur, elle a attiré l'attention du grand public pour l'affaire de la marée noire de Taylor, lorsque l'ouragan Ivan a endommagé une des plateformes de la compagnie, causant une des plus grandes marées noires de l'histoire des États-Unis, ainsi que la plus longue jamais enregistrée.

## Histoire

### Période d'activité
La société est créée en 1979 par Patrick F. Taylor. Originaire de Beaumont, dans l'État du Texas, il déménage en Louisiane pour ses études, qu'il complète à la Louisiana State University. Il rencontre à cette période Phyllis Miller, et ils se marieront en 1965. Originaire de la région, elle est une des premières femmes de l'État à être diplômée de la Tulane Law School, une des plus anciennes écoles de droit des États-Unis.
Patrick Taylor meurt en 2004, laissant son entreprise à sa femme, qui en reprend les rênes. Elle en devient alors la présidente et la PDG, poste qu'elle continue d'occuper depuis. Cet héritage, de près de 1,6 milliard de dollars la rend femme la plus riche de Louisiane en 2004, bien qu'elle ait depuis perdu cette position.

### Vente des actifs
En 2008, Phyllis Taylor décide de se retirer du monde du pétrole et vend l'intégralité des actifs énergétiques de la société, à l'exception d'une plateforme qui se révèlera être celle fuyant du pétrole. Elle vend ces biens à une entreprise possédée par Samsung et la Korea National Oil Corporation, pour une somme de près de 1 250 millions de dollars. Cependant, il est important de noter que Taylor Energy n'a pas disparu, et possède encore un conseil d'administration, une PDG et un président. Phyllis Taylor a été décriée par plusieurs associations lors de la vente, car elle aurait volontairement sous-estimé la valeur de l'entreprise pour obtenir des réductions fiscales. En effet, l'héritage d'un conjoint n'étant pas taxé aux États-Unis, et l'État offrant des remises d'impôt si l'entreprise a perdu de la valeur entre le moment de l'héritage et le moment de la vente, elle aurait vendu son entreprise à une valeur moindre que sa valeur réelle pour récupérer les dites réductions d'impôts.

## Marée noire de Taylor
En septembre 2004, l'ouragan Ivan cause des glissements de terrain sous-marins dans le golfe du Mexique, dans une zone où la société exploite des gisements. Ces glissements fragilisent la plateforme MC20, et une partie des équipements et des pompes sont détruits et ensevelis sous le sable. C'est à ce moment-là que le pétrole commence à fuir de ces mêmes gisements, pour ne plus s'arrêter. Dès 2008, la compagnie met en place un fonds de 660 millions de dollars pour stabiliser les 25 puits endommagés, mais n'en répare finalement que 9 et laisse les 16 autres, qu'elle dit être inaccessibles sous les débris, en l'état.
C'est en 2010 que le grand public découvre cette catastrophe. En effet, les membres du personnel qui surveillaient les différents sites pollués par l'accident de la plateforme Deepwater Horizon remarquent des nappes de pétrole à la surface, qui ne peuvent venir du site de la plateforme. Après une enquête, le monde découvre alors cette catastrophe, tenue sous les radars de l'opinion publique depuis plus de six ans. Les estimations sur les quantités de pétrole varient largement, une estimation haute étant donnée par l'Associated Press de près de 5 300 000 litres de pétrole depuis le début de la catastrophe. Le gouvernement fédéral américain et les gardes côtes s'accordent quant à eux sur la quantité de pétrole relâchée entre 2019 et juillet 2022, d'un peu plus de 3 785 000 litres.
La Taylor Energy Co a, elle, toujours minimisé les dégâts, et dépensé des sommes considérables en frais de justice. Elle a d'abord publié un communiqué avec plusieurs organismes gouvernementaux, dont l'U.S. Coast Guard, déclarant que la fuite ne dépassait les 10 litres de pétrole. Les estimations de l'Associated Press et les chiffres annoncés par la garde côtière, qui a depuis ce communiqué annoncé de nouveaux chiffres, ont cependant dès 2013 remis largement en question l'ampleur de l'incident communiquée par l'entreprise. De nouvelles estimations fédérales portaient en 2018 à plus de 90 000 litres de pétrole par jour les fuites totales s'échappant des puits.
Après leur avoir donné le choix de s'occuper des réparations et mettre en place un système de confinement, la garde côtière a soumis l'entreprise à une amende quotidienne, et a engagé Couvillion Group, entreprise spécialisée dans les travaux maritimes et la réparation de catastrophes naturelles ou technologiques, pour concevoir et construire le système de confinement que l'entreprise n'avait pas installé.
En 2020, les États-Unis portent plainte contre Taylor Energy, et après plus d'un an de procédures, les deux parties arrivent à s'entendre sur un accord. L'entreprise liquide ce qui lui reste de biens, réunissant 432 millions de dollars dans un fonds destiné à réparer la catastrophe. Elle est aussi contrainte d'abandonner plusieurs poursuites judiciaires qu'elle avait lancées entre 2016 et 2020, notamment contre le groupe Couvillion et la garde côtière, et de payer 43 millions de dollars à titre d'amendes.